# Verhnea Krînîțea, Vasîlivka
Verhnea Krînîțea (în ucraineană Верхня Криниця) este o comună în raionul Vasîlivka, regiunea Zaporijjea, Ucraina, formată numai din satul de reședință.

## Demografie
Componența lingvistică a comunei Verhnea Krînîțea
     Ucraineană (88,01%)
     Rusă (11,73%)
     Alte limbi (0,2%)
Conform recensământului din 2001, majoritatea populației comunei Verhnea Krînîțea era vorbitoare de ucraineană (88,01%), existând în minoritate și vorbitori de rusă (11,73%).